# Кричевський Микола Васильович
Микола Васильович Кричевський (24 листопада 1898 — 11 вересня 1961) — український художник-постімпресіоніст, живописець, графік, театральний декоратор.

## Життєпис
Народився 24 листопада 1898 року у Харкові. Син художника Василя Кричевського від першого шлюбу з В. Марченко. Початкову художню освіту отримав у батька. У 1917 році закінчив 4-ту Київську гімназію. Працював художником і актором у театрі М. Садовського, з яким восени 1919 року виїхав у турне по Європі. Художник Руського театру товариства «Просвіта» в Ужгороді, де продовжив художню освіту в Йосипа Бокшая. Від липня 1923 року мешкає у Празі (Чехословаччина), де одночасно вчився в Українській студії пластичних мистецтв і Мистецько-промисловій школі (закінчив у 1928 році). Від 1929 року жив у Парижі (Франція), оформляв театральні вистави («Theatre des Arts», 1939; «Theatre Hebertot», 1942, та ін.).
Добровольцем пішов на фронт Другої світової війни як громадянин Франції; нагороджений орденом Почесного легіону. Після війни повернувся до активної творчої діяльності; цікавився українським культурним життям; брав участь у колективних виставках українських митців. Мав персональні виставки у Львові, Варшаві, Празі, Парижі. У 1945 році зробив 45 ілюстрацій пером і пензлем до французького перекладу «Тараса Бульби» М. Гоголя.
Вільно володів різними техніками (гуаш, олія, темпера тощо), але прославився як віртуоз-аквареліст, майстер ліричного міського краєвиду. Подорожуючи по Європі, збагатив мистецтво сотнями акварельних пейзажів Франції, Італії, Австрії, Швейцарії. У 1957–1961 роках звертається до ремінісценцій з України («Осінній краєвид із церквою», «На Україні», «Перед дощем», «Спогади з України», «Гірська церковця» та ін.). Виставляв у повоєнний час свої твори в Парижі, Римі (Італія), Брюсселі (Бельгія), США і Канаді. У 1960 році зустрічався з братом Василем у м. Пало-Альто (штат Каліфорнія, США).
Помер 11 вересня 1961 у м. Парижі, похований на цвинтарі Баньйо.

## Творчість
Автор майже 7 тис. високохудожніх творів, серед них акварелі з краєвидами Парижа, Венеції, Марселя, Лозанни, Відня та ін., портрети батька, В.Щербаківського, великого князя київського Володимира Святославича та ін. Деякі з них виставлялися в Києві: 20 квітня 1995 і 1998 років (спільна виставка на честь 100-річчя від дня його народження і 125-річчя від дня народження батька). 
Картини Кричевського є в музеях Франції, Канади і США, а також у Києві, Каневі і Полтаві (вітчизняним музеям їх подарувала К. В. Кричевська-Росандич із Українського музею в Нью-Йорку). Унікальна колекція творів Миколи Кричевського зберігається в Музеї української діаспори у Києві.

## Вшанування пам'яті
24 листопада 2018 року на державному рівні в Україні відзначалася пам'ятна дата — 120 років з дня народження Миколи Кричевського. З цієї нагоди з 22 листопада 2018 року по 20 січня 2019 року в Музеї української діаспори у Києві тривав виставковий проект «Микола Кричевський. Митець і світ». У рамках проекту було презентовано перший масштабний альбом творів художника з найновішими дослідженнями про його життя та творчість.